# Mohammed Ali Bey el-Abed
Pour les articles homonymes, voir Abed.
Mohammed Ali Bey el-Abed (en arabe : محمد علي بك العابد / Muḥammad ʿAlī Bak al-ʿĀbid), également appelé Mehmed Ali Bey Abed, né en 1867 à Damas et mort le 22 octobre 1939 à Rome,,, est un homme d'État syrien. Il a exercé la charge de président de la Syrie pendant le mandat français du 11 juin 1932 au 21 décembre 1936.

## Biographie

### Naissance et jeunesse
Mohammed Ali el-Abed naît en 1867 à Damas, en Syrie.
Son père est Ahmed Izzet el-Abed, entrepreneur qui deviendra deuxième secrétaire et confidant du sultan ottoman Abdülhamid II, et son grand-père est Holo el-Abed.
Abed a fait ses études à Damas avant de les continuer à Beyrouth au Liban. Après avoir reçu son diplôme, il part pour Constantinople avec sa famille pour étudier au lycée de Galatasaray. Il part ensuite en France où il étudie dans une faculté de droit. Il étudie ensuite le fiqh (droit islamique). Il parlait l'arabe, le français et le turc et adorait la littérature et les sciences économiques françaises. Il avait également des connaissances en anglais et en persan.

### Carrière diplomatique et politique
En 1908, on le nomme ambassadeur de l'Empire ottoman à Washington. Mais il revient dans l'Empire à la suite de la révolution des Jeunes-Turcs de 1908 qui ont proclamé une constitution. Il rejoint alors son père lors de ses voyages, en Angleterre, en France et en Suisse. Puis, il part pour l'Égypte juste avant la Première Guerre mondiale, où il verra son père mourir.
C'est ainsi qu'en 1920, il décide de retourner en Syrie pendant le mandat français dans le pays. En 1922, il est nommé ministre des finances par le général Henri Gouraud.
Le 11 juin 1932, le parlement syrien l'a élu président. En 1936, il démissionne et décide de partir vivre à Paris.
Il meurt d'une crise cardiaque dans un hôtel à Rome le 22 octobre 1939,,. Sa dépouille mortelle est emmenée à Beyrouth pour être exposée à la mosquée d'Omar, d'où part le 16 novembre matin « le cortège funèbre, après la première cérémonie religieuse à laquelle assistèrent le général Weygand et les personnalités officielles. Un peloton motorisé a accompagné le cortège jusqu'à Damas. »

## Décorations
- Commandeur de la Légion d'honneur (1932)[5]